# Mariann Fischer Boel
Mariann Fischer Boel (ur. 15 kwietnia 1943 w Åsum) – duńska polityk i ekonomistka, w latach 2001–2004 minister rolnictwa, następnie do 2010 członkini Komisji Europejskiej.

## Życiorys
W połowie lat 60. odbywała studia z zakresu ekonomii i filologii w Belgii, w 1968 zdała wyższe egzaminy handlowe. Początkowo pracowała w prywatnym przedsiębiorstwie.
Zaangażowała się w działalność polityczną w ramach liberalnej partii Venstre. W latach 1982–1991 i 1994–1997 zasiadała w radzie gminy Munkebo. Od 1986 do 1990 pełniła funkcję wiceburmistrza. W 1990 po raz pierwszy wybrana na posłankę do Folketingetu, reelekcję uzyskiwała w 1994, 1998 i 2001. Po dojściu liberałów do władzy w listopadzie 2001 Anders Fogh Rasmussen powierzył jej stanowisko ministra rolnictwa, które zajmowała do sierpnia 2004.
W listopadzie 2004 weszła w skład Komisji Europejskiej José Manuela Barroso, odpowiadając za rolnictwo i rozwój obszarów wiejskich. Zakończyła urzędowanie w lutym 2010.